# Conrad Reventlow
Conrad Reventlow (ur. 21 kwietnia 1644 w Kopenhadze, zm. 21 lipca 1708 w Clausholm) – duński dworzanin i polityk. 
Pochodził z bogatego i wpływowego rodu Reventlow. Od roku 1665 na dworze Fryderyka III. Od 1682 był członkiem Tajnej Rady Królewskiej (Geheimekoseiler) oraz szefem Kancelarii Duńskiej i Niemieckiej (Danske og Tyske Kancelli). W 1699 otrzymał tytuł wielkiego kanclerza (storkansler), praktycznie pełniąc funkcję pierwszego ministra (premiera) Danii od 1682 do śmierci w 1708. 
Jego córka, Anne Sophie von Reventlow, była żoną Fryderyka IV. Odznaczony Orderem Słonia w 1707 roku.